# Wijwater

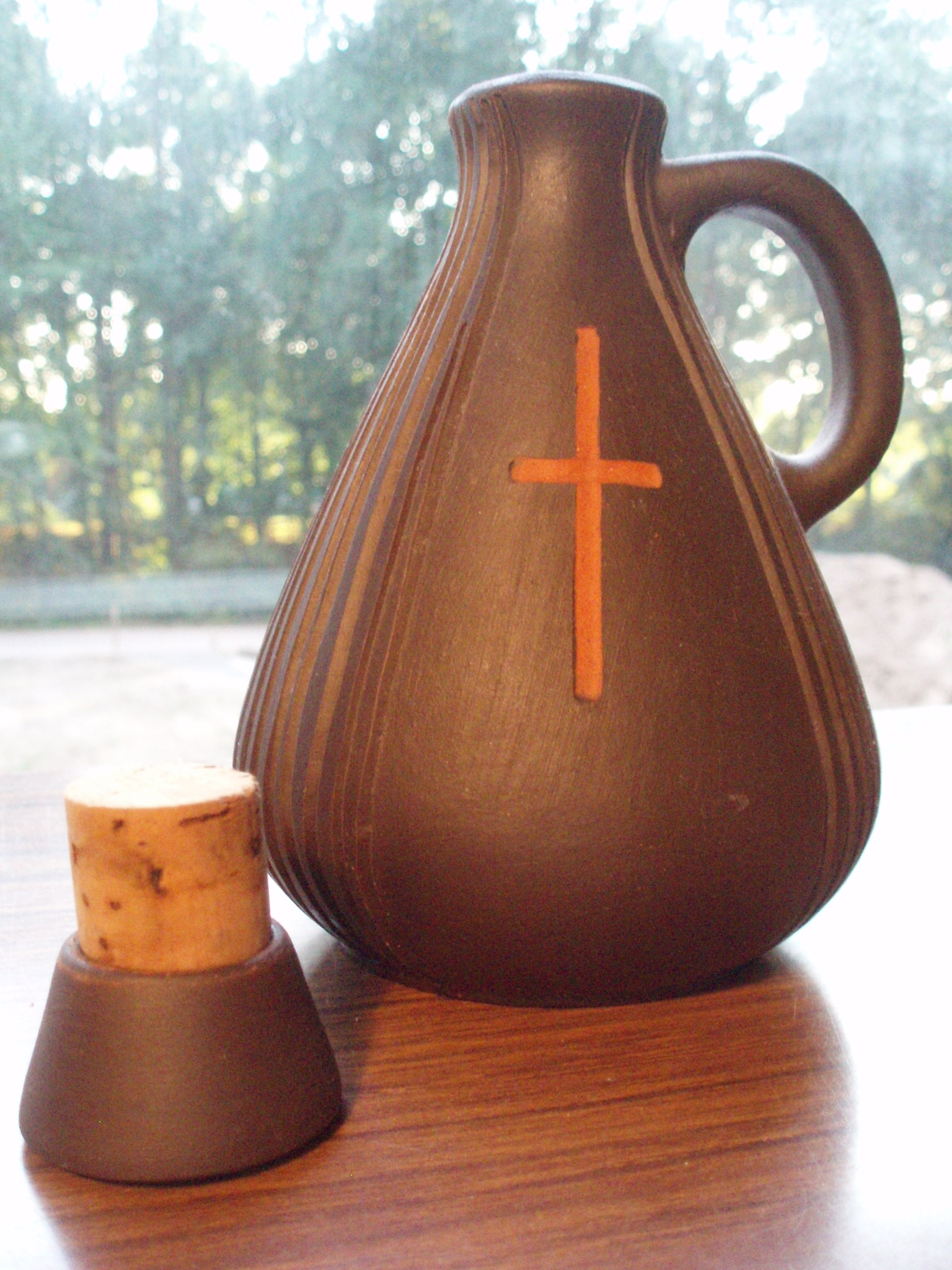
Kruikje bedoeld om wijwater mee naar huis te nemen en te bewaren. Het kruikje kan gesloten worden met een kurken dop.

Wijwater, heilig water of doopwater is water dat door een priester gewijd is. Dit water wordt in de katholieke kerk gebruikt bij verschillende religieuze handelingen. Wijwater wordt gerekend tot de sacramentalia.

## Gebruik van wijwater

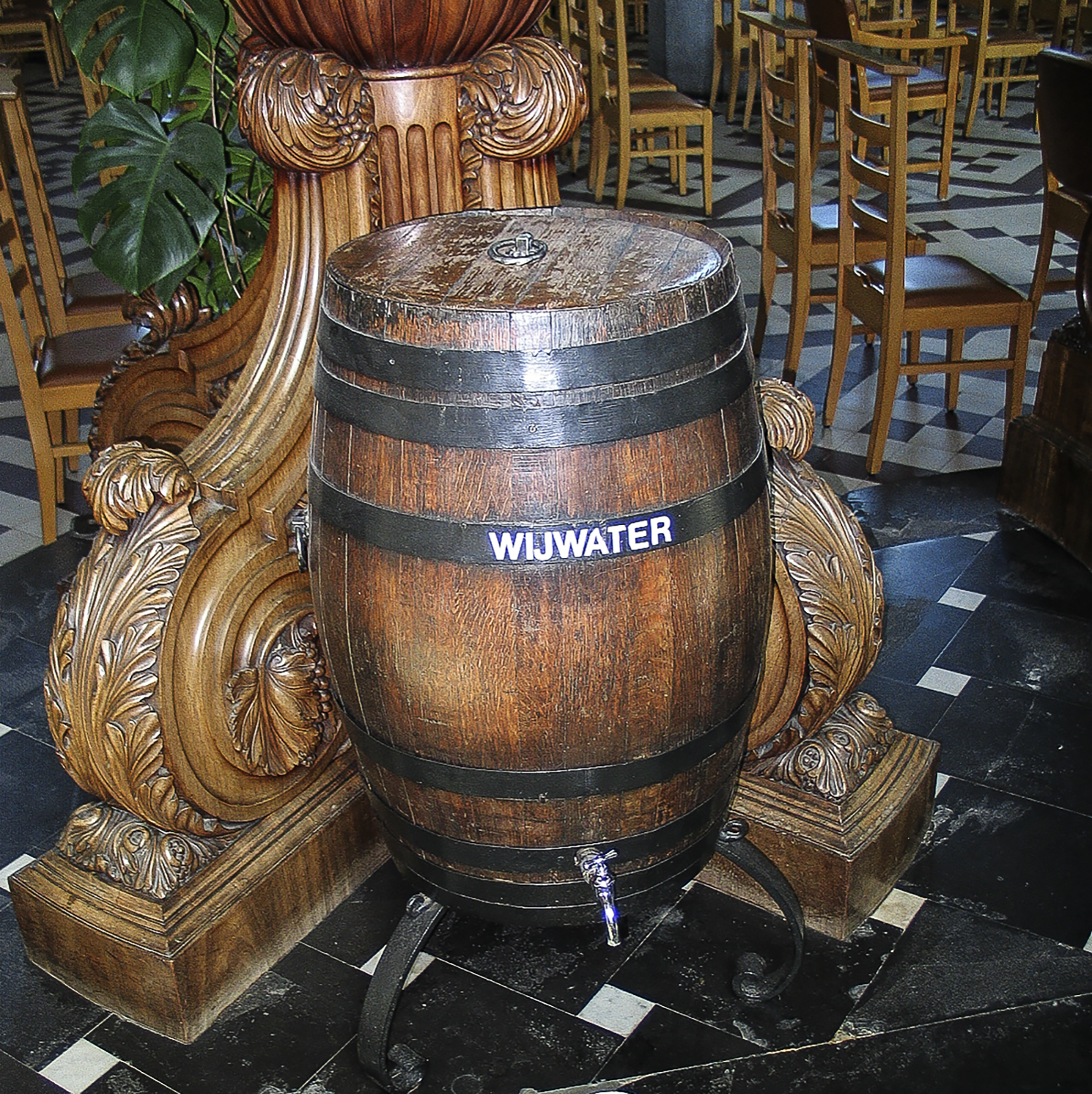
Wijwater in de Sint-Niklaaskerk te Zwijnaarde

Het belangrijkste gebruik van wijwater is bij de doop. De dopeling wordt dan met wijwater overgoten. Een ritueel dat hiermee te maken heeft is de besprenkeling met wijwater in de paasnacht met een wijwaterkwast, dit als herinnering aan en hernieuwing van de eerder ontvangen doop.
Wijwater vindt men ook bij de ingang van katholieke kerken. Bij de deur bevindt zich een kom (vaak mooi versierd of in de vorm van een schelp) met het water. Bij binnenkomst doopt een gelovige zijn vingertoppen in het water en slaat een kruisje.
Ten slotte kan wijwater worden gebruikt om allerlei zaken aan God te wijden, en om ze zo tegen kwaad en onheil te beschermen. Bijvoorbeeld een woning, een auto (voertuiginzegening), een nieuw gebouw, of de boorkop van de Noord-Zuidlijn in Amsterdam.
Wijwater mag na gebruik niet zomaar in de gootsteen worden weggespoeld, omdat er een zekere waarde aan wordt gehecht. Het mag wel worden opgedronken of aan planten worden geschonken.